# ネココン
ネココン (Nekocon) とは、 アメリカ合衆国ヴァージニア州のハンプトン・ローズ区域において、伝統的に毎年11月の第1週のウィークエンドに開催されるアニメ・コンヴェンションである。'Nekocon'の名称は、日本語で猫を意味する単語のローマ字表記の'Neko'とコンヴェンションの略語である'Con'の合成語であり、ネココンの最古参マスコットであるレイコ(Reiko)と同様に一般が連想するアニメの猫娘を由来とする。
最初は1998年に、多くの同様なコンヴェンションの生誕地であるヴァージニア・ビーチにて創設されたこの催事は、肥大化する出席者数に応じて受け容れ可能なスペースを有するハンプトン・ローズ地域内の様々な場所で継続されてきた。2005年にコンヴェンションの所有権はチビ・ネコ・エンターテインメント(Chibi Neko Entertainment)からワルイネコ・エンターテインメント(WaruiNeko Entertainment)へと受け継がれ、会場もまたヴァージニア州ハンプトンにある新装のハンプトン・ローズ・コンヴェンション・センターに移行することとなった。

## 催事
ネココンはアニメ・コンヴェンションに共通の多くの行事を呼び物としている。声優、監督、事業プロデューサーの他、アニメ・エンターテインメント産業に関わる人物が登場し、質疑応答や討論を行う。
催事には、コスプレ・コンテスト、カラオケ、ノンストップ・アニメ鑑賞用ヴィデオ・ルーム、アニメ・ミュージック・ヴィデオ(AMV)コンテスト、ダンスに加えて、来場者が新情報を得られたり、他の参加者とともにアニメや日本文化について話し合えたり、ゲストとの会談も楽しめたりするパネル・ディスカッションとワークショップとが含まれる。
またネココンでは、アニメをテーマにしたライヴ・アクションRPGや、RCカー・レースに参加する機会を提供しており、2011年にはスクリューアタック(Screwattack)によるアイアン・マン・オブ・ゲーミング選手権を主催する。

## 開催歴
| 開催日             | 会場                                                                                | 参加者数 | ゲスト (姓・名 アルファベット順) |
| ------------------ | ----------------------------------------------------------------------------------- | -------- | --- |
| 1998年10月2～4日   | ヴァージニア州 ヴァージニア・ビーチ ホリデイ・イン・エグゼクティヴ・センター        | 506名    | トリスタン・マキャヴェリー |
| 1999年11月5～7日   | ヴァージニア州 ヴァージニア・ビーチ ホリデイ・イン・エグゼクティヴ・センター        | 1,048名  | スティーヴ・ベネット(Steve Bennett)、マイケル・ブレイディ、コーリン・ドーラン(Colleen Doran)、パット・デューク、クニ・キムラ、北爪宏幸、トリスタン・マキャヴェリー、スティーヴ・パール、ジャン・スコット＝フレイザー、エリン・ウィンクラー、吉田寿史 |
| 2000年10月27～29日 | ヴァージニア州 チェサピーク ホリデイ・イン / チェサピーク・カンフェレンス・センター | 1,100名  | スティーヴ・ベネット、マイケル・ブレイディ、ロバート・デ・ヘズース、コーリン・ドーラン、ニッキー・フロバーグ、エリザベス・カーケンダル、シン・クロカワ、レイチェル・リリス(Rachael Lillis)、トリスタン・マキャヴェリー、ジャン・スコット＝フレイザー |
| 2001年10月26～28日 | ヴァージニア州 ヴァージニア・ビーチ ホリデイ・イン・エグゼクティヴ・センター        |          | ニッキー・フロバーグ |
| 2002年11月8～10日  | ヴァージニア州 ヴァージニア・ビーチ ホリデイ・イン・エグゼクティヴ・センター        |          | ジョン・バレット(John Barrett)、スティーヴ・ベネット、T・キャンベル(T. Campbell)、ロバート・デ・ヘズース、カラ・デニソン、コーリン・ドーラン、ブライアン・ドラモンド、フレッド・ペリー(Fred Perry)、ディブ・ラバイ、ジャン・スコット＝フレイザー、ローザリク・リッキー・サイモンズ(Rosearik Rikki Simons)、ジェフ・トンプソン、タヴィーシャ・ウルフガース＝サイモンズ、吉田寿史 |
| 2003年11月7～9日   | ヴァージニア州 ヴァージニア・ビーチ ホリデイ・イン・エグゼクティヴ・センター        | 1,600名  | グレッグ・エアーズ(Greg Ayres)、スティーヴ・ベネット、エミリ・デ・ヘズース、ロバート・デ・ヘズース、クリスティ・リュウスキー(Christy Lijewski)、クリス・パットン(Chris Patton)、フレッド・ペリー、ディブ・ラバイ、モニカ・ライアル、ジャン・スコット＝フレイザー |
| 2004年11月5～7日   | ヴァージニア州 チェサピーク チェサピーク・コンヴェンション・センター                | 2,368名  | グレッグ・エアーズ、スティーヴ・ベネット、ティム・バックリィ、エミリ・デ・ヘズース、ロバート・デ・ヘズース、ディジー、ティファニー・グラント、トリッシュ・ルドー、フレッド・ペリー、モニカ・ライアル、キャリー・サヴェージ、ジャン・スコット＝フレイザー、マイケル・ムーキー・テラッチアーノ(Michael "Mookie" Terracciano)、ショーン・ザ・タッチド、吉田寿史 |
| 2005年11月4～6日   | ヴァージニア州 ハンプトン ハンプトン・ローズ・コンヴェンション・センター            | 2,087名  | グレッグ・エアーズ、ローラ・ベイリー、スティーヴ・ベネット、コリーン・クリンケンビアード(Colleen Clinkenbeard)、ジェイソン・カンバーレッジ、エミリ・デ・ヘズース、ロバート・デ・ヘズース、ディジー、ジェリー・ジュエル(Jerry Jewell)、マイク・マクファーランド(Mike McFarland)、ノヴァブレィド・ストゥーディオス、ジェン・スターリング、ルネ・スターリング、ソニー・ストレイト(Sonny Strait)、ドニー・スタージェス、マイケル・ムーキー・テラッチアーノ、ダニー・ヴァレンティーニ                                                                                       |
| 2006年11月3～5日   | ヴァージニア州 ハンプトン ハンプトン・ローズ・コンヴェンション・センター            | 2,688名  | クリス・エアーズ(Chris Ayres)、グレッグ・エアーズ、JLブラウン、リュシー・クリスチャン(Luci Christian)、ジェイソン・カンバーレッジ、エミリ・デ・ヘズース、ロバート・デ・ヘズース、ブライアン・ゴッドウィン、ティファニー・グラント、マイク・ホール、ブリトニー・カボゥスキー(Brittney Karbowski)、デイヴ・リスター、モニカ・ライアル、ダグ・スミス、ジェン・スターリング、ルネ・スターリング、ドニー・スタージェス、ダニー・ヴァレンティーニ |
| 2007年11月2～4日   | ヴァージニア州 ハンプトン ハンプトン・ローズ・コンヴェンション・センター            | 3,249名  | クリス・エアーズ、グレッグ・エアーズ、トロイ・ベイカー、エイリック・ブラックウルフ、ロン・チウ、エミリ・デ・ヘズース、アーロン・ディスミューク、ダニエル・ケヴィン・ハリソン、ジェリー・ジュエル、ミシェル・ノッツ(Michele Knotz)、ベティーナ・M・カーコスキ、クリスティ・リュウスキー、デイヴ・リスター、クリス・”キーリカ”・マローン、ビル・ロジャース(Bill Rogers)、レオ・サンダース、ジョー・シルヴァー、ドニー・スタージェス、ジェイミー・スタージェス、マイケル・ムーキー・テラッチアーノ、ダニー・ヴァレンティーニ、トラヴィス・ウィリンガム(Travis Willingham) |
| 2008年11月7～9日   | ヴァージニア州 ハンプトン ハンプトン・ローズ・コンヴェンション・センター            | 3,653名  | クリス・エアーズ、グレッグ・エアーズ、トロイ・ベイカー、エミリ・デ・ヘズース、ロバート・デ・ヘズース、アーロン・ディスミューク、エコストリーム、GPKISM、モハンマド・“ホーク”・ハーク(Mohammad "Hawk" Haque)、ジェリー・ジュエル、デイヴ・リスター、スティーヴン・ナピアスキー、アナンス・パナガリヤ(Ananth Panagariya) |
| 2009年11月6～8日   | ヴァージニア州 ハンプトン ハンプトン・ローズ・コンヴェンション・センター            | 3,429名  | コリーン・クリンケンビアード、リチャード・エプカー、ニュートン・イーウェル(Newton Ewell)、エコストリーム、ケイトリン・グラス(Caitlin Glass)、マイク・ホール、カイル・エベール、スティーヴン・ナピアスキー、トニー・オリヴァー、フレッド・ペリー、エリン・スターン(Ellyn Stern)、ドニー・スタージェス、ジェイミー・スタージェス、スイサイド・アリー、テインテッド・リアリティ(Tainted Reality)、ダニー・ヴァレンティーニ |
| 2010年11月5～7日   | ヴァージニア州 ハンプトン ハンプトン・ローズ・コンヴェンション・センター            | 3,788名  | リチャード・イアン・コックス(Richard Ian Cox)、ニュートン・イーウェル、ヤン・”カーン”・ギャグニー、メアリ・”カイト”・ギャレン、テインテッド・リアリティ、ザ・サウンド・ビー HD、クリス・ラガー(Chris Rager)、明美ソロウェイ、クリスティーナ・ヴィー |

## 参照
1. ↑  “Nekocon 1998 Information”.   AnimeCons.com. 2011年8月13日閲覧。
2. ↑  “Nekocon 1999 Information”.   AnimeCons.com. 2011年8月13日閲覧。
3. ↑  “Nekocon 2000 Information”.   AnimeCons.com. 2011年8月13日閲覧。
4. ↑  “Nekocon 2001 Information”.   AnimeCons.com. 2011年8月13日閲覧。
5. ↑  “Nekocon 2002 Information”.   AnimeCons.com. 2011年8月13日閲覧。
6. ↑  “Nekocon 2003 Information”.   AnimeCons.com. 2011年8月13日閲覧。
7. ↑  “Nekocon 2004 Information”.   AnimeCons.com. 2011年8月13日閲覧。
8. ↑  “Nekocon 2005 Information”.   AnimeCons.com. 2011年8月13日閲覧。
9. ↑  “Nekocon 2006 Information”.   AnimeCons.com. 2011年8月13日閲覧。
10. ↑  “Nekocon 2007 Information”.   AnimeCons.com. 2011年8月13日閲覧。
11. ↑  “Nekocon 2008 Information”.   AnimeCons.com. 2011年8月13日閲覧。
12. ↑  “Nekocon 2009 Information”.   AnimeCons.com. 2011年8月13日閲覧。
13. ↑  “Nekocon 2010 Information”.   AnimeCons.com. 2011年8月13日閲覧。